# Wilhelmstal

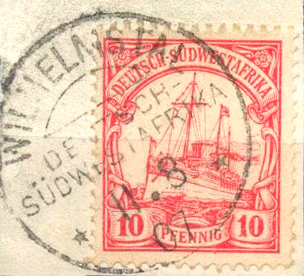
Timbre pentru Africa Germană de Sud-Vest, data poștei Wilhelmstal 1907

Wilhemstal este o localitate din Namibia.